# 1905 au cinéma
| Années du cinéma : 1902 - 1903 - 1904 - 1905 - 1906 - 1907 - 1908    |
| Décennies du cinéma : 1870 - 1880 - 1890 - 1900 - 1910 - 1920 - 1930 |

Cet article présente les faits marquants de l'année 1905 au cinéma.

## Évènements
- 16 février: à Paris, Charles Pathé ouvre au 31, boulevard des Italiens le Salon Pathé pour présenter ses nouveaux films aux forains et aux directeurs de salle[1].
- Avril : Filoteo Alberini fonde à Rome la première firme cinématographique italienne.
- 6 octobre : Ouverture aux États-Unis de la première salle de cinéma Nickelodeon avec la projection de The Great Train Robbery de Edwin S. Porter.

- Félix Mesguich filme la traditionnelle fête des Vignerons. Il prend de vitesse l'Urban Trading Co. qui avait l'exclusivité.

## Principaux films de l'année
- 15 avril : Dix Femmes pour un mari, film burlesque d'André Heuzé, débuts de Max Linder.
- 20 septembre : La Prise de Rome, premier film italien de fiction, de Filoteo Alberini.
- Le Chemineau, film d'Albert Capellani d'après Les Misérables de Victor Hugo, produit par Pathé Frères.

## Principales naissances
- 1er janvier : Marcel Aboulker, réalisateur français († 7 septembre 1952).
- 13 janvier : Alexandre Feinzimmer, cinéaste russe († 21 avril 1982).
- 22 mars : Grigori Kozintsev, cinéaste russe († 11 mai 1973).
- 23 mars : Paul Grimault, réalisateur français de films d'animation († 29 mars 1994).
- 26 avril : Jean Vigo, cinéaste français († 5 octobre 1934).
- 16 mai : Henry Fonda, acteur américain († 12 août 1982).
- 29 mai : Sebastian Shaw, acteur britannique (mort 23 décembre 1994)
- 29 juillet : Clara Bow, actrice américaine († 27 septembre 1965).
- 2 août : Myrna Loy, actrice américaine († 14 décembre 1993).
- 2 septembre : Arthur T. Horman, scénariste américain († 2 novembre 1964).
- 9 septembre : Marietta Canty, actrice américaine († 9 juillet 1986).
- 18 septembre : Greta Garbo, actrice suédoise († 15 avril 1990).
- 5 novembre : Joel McCrea, acteur américain († 20 octobre 1990).
- 17 novembre : Mischa Auer, acteur d'origine russe († 5 mars 1967).
- 24 novembre : Irving Allen, réalisateur américain, d'origine polonaise († 17 décembre 1987).
- 22 décembre : Pierre Brasseur, comédien français († 14 août 1972).